# Víctor Hugo Monzón
Víctor Hugo Monzón Pérez (Ciudad de Guatemala; 12 de noviembre de 1957) es un exdefensor de fútbol guatemalteco que jugó la mayor parte de su carrera en el Aurora FC.
Luego de su retiro del juego en 1993, se convirtió en entrenador, estando a cargo de la selección de Guatemala sub-17. Luego de haber sido segundo entrenador del Municipal, fue nombrado entrenador del mismo en abril hasta octubre de 2007.

## Selección nacional
Fue convocado por primera vez a la selección de Guatemala en 1979 y la representó en los Juegos Panamericanos de 1983, donde el equipo obtuvo la medalla de bronce. También formó parte de la escuadra que participó en el Torneo Olímpico de 1988.

### Participaciones en Juegos Olímpicos
| Torneo                   | Sede | Resultado     |
| ------------------------ | ---- | ------------- |
| Juegos Olímpicos de 1988 | Seúl | Primera ronda |

## Clubes
| Club                      | País      | Año       |
| ------------------------- | --------- | --------- |
| Aurora F.C.               | Guatemala | 1977-1993 |
| C.S.D. Municipal (cesión) | Guatemala | 1991-1992 |

## Palmarés

### Títulos nacionales
| Título                    | Equipo    | País      | Año     |
| ------------------------- | --------- | --------- | ------- |
| Liga Nacional             | Aurora    | Guatemala | 1978    |
| Copa Nacional             | Aurora    | Guatemala | 1983-84 |
| Liga Nacional             | Aurora    | Guatemala | 1984    |
| Liga Nacional             | Aurora    | Guatemala | 1986    |
| Copa Campeón de Campeones | Aurora    | Guatemala | 1986    |
| Liga Nacional             | Municipal | Guatemala | 1991-92 |
| Liga Nacional             | Aurora    | Guatemala | 1992-93 |
| Copa Nacional             | Aurora    | Guatemala | 1992-93 |

### Títulos internacionales
| Título                           | Equipo | País     | Año  |
| -------------------------------- | ------ | -------- | ---- |
| Copa Fraternidad Centroamericana | Aurora | Honduras | 1979 |